# Piłka ręczna na Letnich Igrzyskach Olimpijskich 2016 – kwalifikacje mężczyzn
Kwalifikacje do olimpijskiego turnieju piłki ręcznej 2016 miały na celu wyłonienie męskich reprezentacji narodowych w piłce ręcznej, które wystąpią w tym turnieju.
W turnieju olijmpijskim wystąpi dwanaście zespołów. Udział zapewniony miała reprezentacja Brazylii jako przedstawiciele gospodarza igrzysk, zaś o pozostałe miejsca odbywać się będą zawody eliminacyjne. Po jednym zostanie zorganizowane w każdej z czterech regionalnych federacji i podobnie jak z mistrzostw świata awans uzyskają triumfatorzy tych zawodów. W przypadku gdy zwycięzca kontynentalnego turnieju będzie jednocześnie mistrzem świata lub gospodarzem igrzysk, awans z tego turnieju otrzyma zespół z drugiego miejsca. Ostatnią szansą będą trzy czterozespołowe światowe turnieje kwalifikacyjne, z których awansują po dwa najlepsze, a prawo udziału w nich uzyska sześć czołowych drużyn z mistrzostw świata, które dotychczas nie uzyskały kwalifikacji oraz sześć drużyn wyznaczonych ze względu na kryterium geograficzne.

## Zakwalifikowane drużyny
| Kwalifikacja                        | Data                        | Gospodarz | Miejsca | Zakwalifikowani  |
| ----------------------------------- | --------------------------- | --------- | ------- | ---------------- |
| Gospodarz                           | –                           | –         | 1       | Brazylia         |
| Mistrzostwa świata                  | 15 stycznia – 1 lutego 2015 | Katar     | 1       | Francja          |
| Igrzyska panamerykańskie            | 17–25 lipca 2015            | Kanada    | 1       | Argentyna        |
| Azjatycki turniej kwalifikacyjny    | 14–23 listopada 2015        | Katar     | 1       | Katar            |
| Mistrzostwa Europy                  | 15–31 stycznia 2016         | Polska    | 1       | Niemcy           |
| Mistrzostwa Afryki                  | 21–30 stycznia 2016         | Egipt     | 1       | Egipt            |
| I Światowy Turniej Kwalifikacyjny   | 8–10 kwietnia 2016          | Polska    | 2       | Polska Tunezja   |
| II Światowy Turniej Kwalifikacyjny  | 8–10 kwietnia 2016          | Hiszpania | 2       | Słowenia Szwecja |
| III Światowy Turniej Kwalifikacyjny | 8–10 kwietnia 2016          | Dania     | 2       | Dania Chorwacja  |
| Razem                               |                             |           | 12      |                  |

## Kwalifikacje

### Mistrzostwa świata
Bezpośredni awans na igrzyska uzyskali mistrzowie świata z roku 2015, Francuzi. Sześć kolejnych zespołów otrzymało prawo gry w światowych turniejach kwalifikacyjnych.

### Turnieje kontynentalne

#### Afryka
Turniejem kwalifikacyjnym w Afryce były dwunastozespołowe mistrzostwa tego kontynentu, które odbyły się w dniach 21–30 stycznia 2016 roku. W zawodach zwyciężyli Egipcjanie.

#### Ameryka
W zawodach wystartowało wyłonionych we wcześniejszych eliminacjach osiem zespołów podzielonych na dwie grupy po cztery zespoły. Rozgrywki odbyły się w dniach 17–25 lipca 2015 roku w Exhibition Centre, a prowadzone były w pierwszej fazie systemem kołowym, po którym nastąpiła faza play-off: dwie najlepsze drużyny z każdej grupy walczyły o miejsca 1–4, natomiast pozostałe o pozycje 5–8. Najlepsi okazali się Brazylijczycy, bezpośredni awans do olimpijskiego turnieju zyskali natomiast zdobywcy srebrnego medalu, Argentyńczycy.

#### Azja
Turniej został zaplanowany do rozegrania z udziałem dwunastu drużyn w dniach 14–23 listopada 2015 roku w Doha, a losowanie grup odbyło się w połowie czerwca tegoż roku. Ostatecznie w zawodach nie wziął udziału Kuwejt, a pozostałe zespoły rywalizowały w pierwszej fazie systemem kołowym w ramach dwóch grup, a czołowe dwójki z każdej z grup awansowały do półfinałów. Niepokonana w turnieju okazała się reprezentacja Kataru zyskując awans do olimpijskich zawodów, prawo gry w turnieju ostatniej szansy otrzymały natomiast Iran i Bahrajn.

#### Europa
W rozegranym w Polsce w styczniu 2016 roku szesnastozespołowym turnieju triumfowali Niemcy.

### Światowe turnieje kwalifikacyjne
Potwierdzenie dat światowych turniejów kwalifikacyjnych nastąpiło w grudniu 2015 roku, natomiast obsada i miejsce ich rozegrania zostały ogłoszone na początku lutego 2016 roku po zakończeniu ME 2016. Z pierwszego turnieju awansowały Polska i Tunezja, z drugiego różnicą bramek Szwecja i Słowenia, zaś z trzeciego Dania i Chorwacja.
| Turniej I | Turniej II | Turniej III |
| --- | --- | --- |
| - 3. miejsce MŚ 2015: Polska - 9. miejsce MŚ 2015: Macedonia Północna - 3. miejsce IP 2015: Chile - 2. miejsce MAf 2016: Tunezja | - 4. miejsce MŚ 2015: Hiszpania - 8. miejsce MŚ 2015: Słowenia - 2. miejsce turnieju azjatyckiego 2015: Iran - 8. miejsce ME 2016: Szwecja | - 5. miejsce MŚ 2015: Dania - 6. miejsce MŚ 2015: Chorwacja - 4. miejsce ME 2016: Norwegia - 3. miejsce turnieju azjatyckiego 2015: Bahrajn |

Turniej I
Turniej II
Turniej III